# Американо-чадские отношения
Американо-чадские отношения — двусторонние дипломатические отношения между США и Чадом. 

## История
В 1960 году Соединённые Штаты Америки установили дипломатические отношения с Чадом, после провозглашения его независимости от Франции. Между странами сложились дружеские отношения: Соединенные Штаты оказывают экономическую помощь Чаду, а также помогают этой стране в ее борьбе с внутренними неурядицами. В течение 1960-х и 1970-х годов страны практически не поддерживали экономических связей. Засуха в Центральной Африке в начале 1970-х годов привела к тому, что США оказали Чаду продовольственную и сельскохозяйственной помощь, включая поставки зерна, животных и материального обеспечения. Также, США оказали помощь в строительстве дорог в районе озера Чад и развитии сельской местности. 
До 1977 года Соединенные Штаты считали Чад частью сферы влияния Франции, но затем стали наращивать объёмы поставок военной техники. В 1978 году президент Чада Феликс Маллум запросил у США увеличение поставок военного снаряжения для борьбы с повстанческим движением ФРОЛИНА, что совпало с возросшей активностью Советском Союзе в Африке, особенно в Эфиопии, и увеличением поставок советской военной техники в Ливию. В итоге, в 1980-е годы, США стали наращивать объём военной помощи Чаду в целях противодействия ливийскому лидеру Муаммару Каддафи. 
В начале 1980-х годов Соединенные Штаты сделали ставку в ливийско-чадском противостоянии на президента Чада Хиссена Хабре (в большей степени, недели Франция, которая, оказывая военную помощь Хабре, старалась сохранять хорошие отношения с Ливией). К 1988 году объёмы поставок американской помощи в Чад увеличились, но Государственный департамент США стал подчеркивать необходимость примирения воюющих группировок в этой стране. Страны заключили несколько соглашений об экономической и военной помощи, включая программы по повышению эффективности работы правительства Хиссена Хабре и укрепления доверия общественности к правительству, а также обменом разведывательной информацией против Ливии. В апреле 2024 года Чад попросил США расторгнуть соглашения о военном сотрудничестве между двумя странами.

## Экономические отношения
На Соединенные Штаты Америки приходится более 80 процентов объёма экспорта Чада, прежде всего нефти. Американская доля от общего объёма импорта в Чад  составляет 4 процента. В 2013 году США экспортировали из Чада товаров на сумму 41 млн долларов США, прежде всего машин, пластмассы и крупы. 